# Vikeså
Vikeså is een plaats in de Noorse gemeente Bjerkreim, provincie Rogaland. Vikeså telt 770 inwoners (2007) en heeft een oppervlakte van 0,79 km².